# Gesztesi járás
A Gesztesi járás az 1950-es megyerendezésig Komárom vármegyéhez tartozó járás volt Magyarországon, az 1950-es járásrendezés során neve Komáromi járásra változott. Székhelye 1930-ig Nagyigmánd, azután Komárom volt.
Elnevezése némileg rendhagyó, mert Gesztes nevű település nem volt a területén, a feltételezhető névadó Várgesztes a járás délkeleti határa közelében, de már másik járásban feküdt. Valószínűsíthetően valamikor a múltban Várgesztes is ide tartozhatott, és a Gesztesi név egy korabeli határrendezés után is megmaradt.

## Története
A Gesztesi járás egyike volt Komárom vármegye négy járásának a 18. századtól kezdve. A 20. század első felében Magyarország határainak változásai miatt megyei hovatartozása többször változott. 1923 és 1938 között Komárom és Esztergom k.e.e. vármegyéhez, 1938 és 1945 között ismét Komárom vármegyéhez, végül 1945 és 1950 között Komárom-Esztergom vármegyéhez tartozott.
Északi határa 1896-ig a Duna volt, akkortól Újszőny bekebelezésével Komárom a folyó jobb partjára is kiterjedt. Nyugatról és délről a megyehatár (Győr, Veszprém és Fejér vármegye) fogta közre, keleti szomszédja pedig a Tatai járás volt, ez utóbbi határvonal a 20. században többször is változott.
A Gesztesi járás e néven 1950-ig működött, elnevezése az 1950-es járásrendezés során június 1-jén változott Komáromi járásra.

## Községei
Az alábbi táblázat felsorolja a Gesztesi járáshoz tartozott községeket 1886-tól, amikor a vármegyéknek állandó járási székhelyeket kellett kijelölniük, továbbá bemutatja, hogy az egyes községek mikor tartoztak ide, és hogy hova tartoztak megelőzően, illetve később. A községek az (utolsó) hivatalos nevükön szerepelnek.

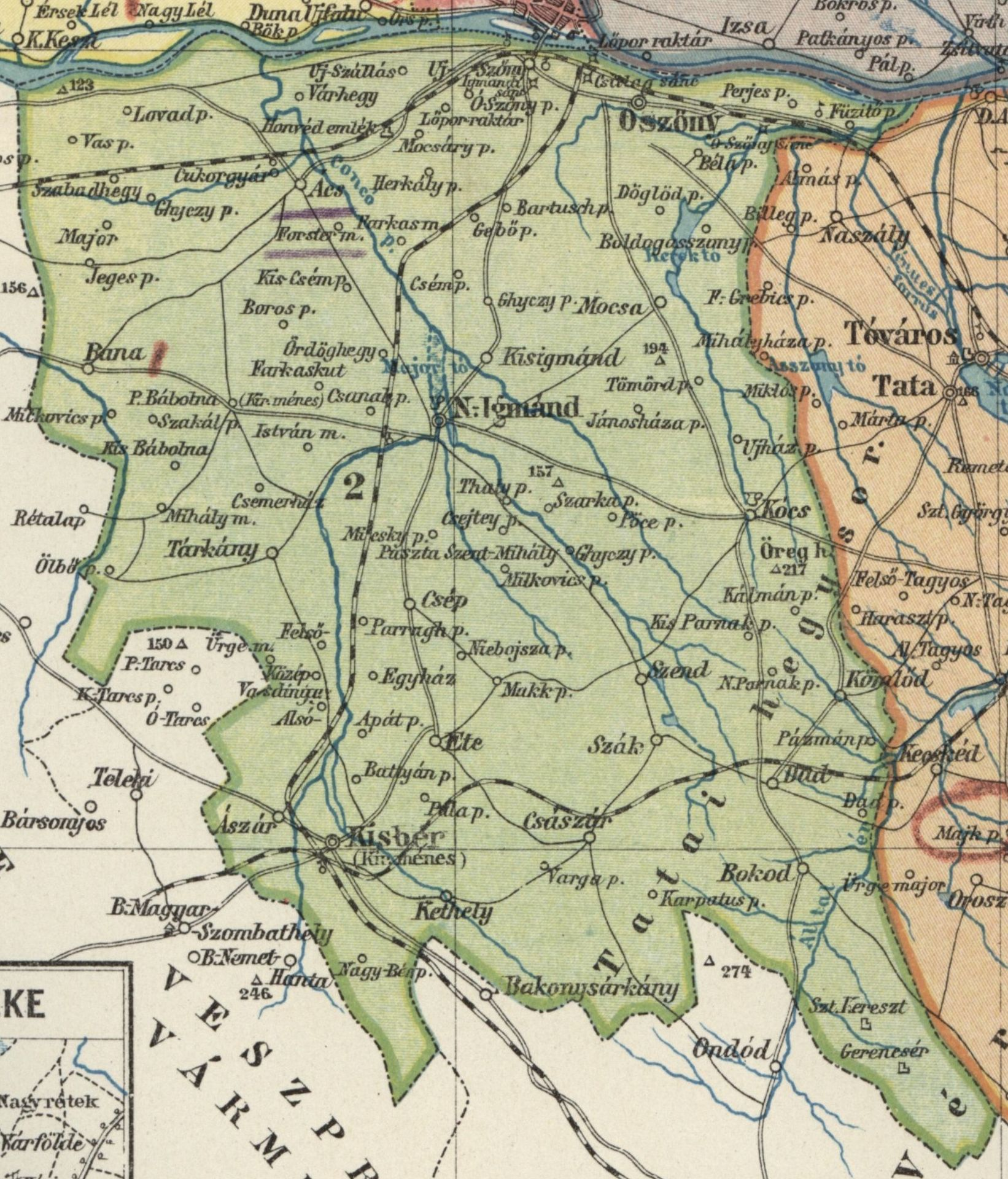
A Gesztesi járás 1907-ben

| Község        | Mikortól | Honnan         | Meddig | Hova                 |
| ------------- | -------- | -------------- | ------ | -------------------- |
| Ács           |          |                | 1950   | Komáromi járáshoz    |
| Ászár         |          |                | 1950   | Komáromi járáshoz    |
| Bana          |          |                | 1950   | Komáromi járáshoz    |
| Bokod         |          |                | 1943   | Tatai járáshoz       |
| Császár       |          |                | 1950   | Komáromi járáshoz    |
| Csép          |          |                | 1950   | Komáromi járáshoz    |
| Dad           |          |                | 1930   | Tatai járáshoz       |
| Dunaalmás     | 1930     | Tatai járástól | 1950   | Tatai járáshoz       |
| Ete           |          |                | 1950   | Komáromi járáshoz    |
| Kisbér        |          |                | 1950   | Komáromi járáshoz    |
| Kisigmánd     |          |                | 1950   | Komáromi járáshoz    |
| Kocs          |          |                | 1930   | Tatai járáshoz       |
| Kömlőd        |          |                | 1930   | Tatai járáshoz       |
| Mocsa         |          |                | 1950   | Komáromi járáshoz    |
| Nagyigmánd    |          |                | 1950   | Komáromi járáshoz    |
| Neszmély      | 1930     | Tatai járástól | 1950   | Tatai járáshoz       |
| Szák          |          |                | 1950   | Komáromi járáshoz    |
| Szend         |          |                | 1950   | Komáromi járáshoz    |
| Szőny         |          |                | 1950   | Komáromi járáshoz    |
| Tárkány       |          |                | 1950   | Komáromi járáshoz    |
| Újszőny       |          |                | 1896   | Komáromhoz csatolták |
| Vérteskethely |          |                | 1950   | Komáromi járáshoz    |